# Estadi Olímpic de Bakú
L'Estadi Olímpic de Bakú (en àzeri: Bakı Olimpiya Stadionu) és un estadi multiusos situat a la ciutat de Bakú, capital de l'Azerbaidjan. Es va inaugurar el 2015 i és l'estadi de la selecció de futbol de l'Azerbaidjan. La capacitat de l'estadi és de 69.870 espectadors, cosa que en fa l'estadi més gran del país.

## Construcció

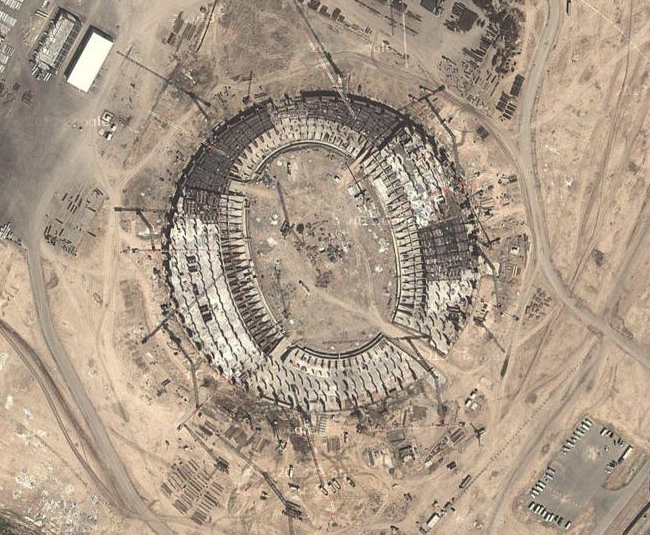
Imatge aèria de l'estadi.

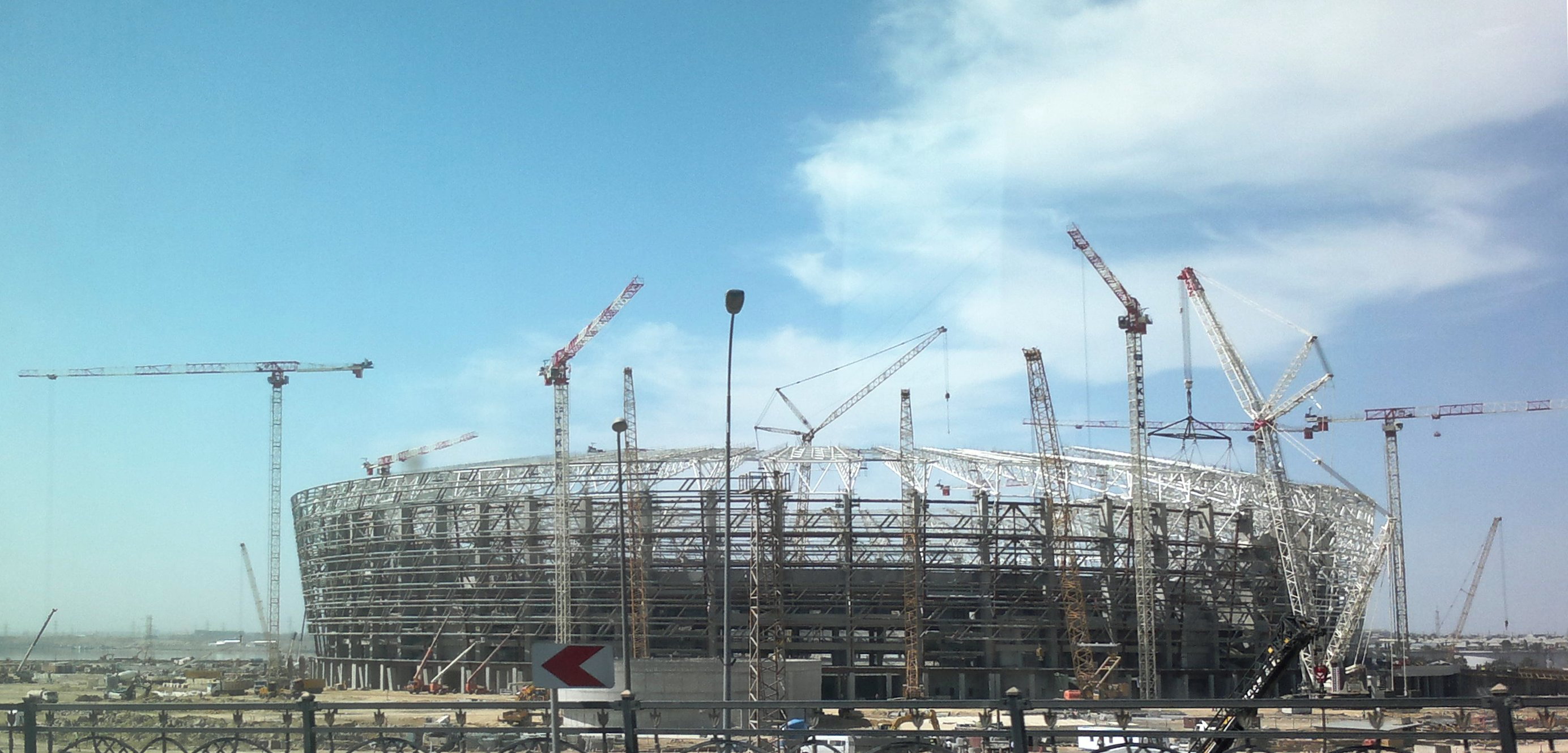
La construcció de l'estadi

El 2008 es va iniciar l'etapa preliminar d'enginyeria de l'estadi. Entre les moltes versions va ser triat el projecte de la companyia turca TOCA. Les organitzacions constructores de la companyia estatal petroliera de la República de l'Azerbaidjan van realitzar la preparació del territori per a la construcció.
La construcció de l'estadi va començar el dia 6 de juny de 2011, i a la cerimònia d'inici d'obres hi van assistir el President de l'Azerbaidjan Ilham Alíev, i els presidents de la FIFA i de la UEFA, Sepp Blatter i Michel Platini respectivament.
El novembre de 2012 es va iniciar la construcció plena de l'estadi. El 28 de febrer de 2014 el President va examinar la marxa de la construcció de l'estadi olímpic.
La construcció es va acabar al febrer de 2015 i el 6 de juny de 2015 es va celebrar la cerimònia de l'obertura.

## Esdeveniments
L'estadi compleix amb les màximes regulacions tècniques en estadis de la UEFA amb el qual aquesta habilitat per a la realització d'esdeveniments de primera línia.
L'estadi va acollir el juny de 2015 els primers Jocs Europeus, igualment va albergar la cerimònia d'inauguració i les proves d'atletisme.
També el 2012 va albergar les cerimònies d'obertura i clausura dels Jocs Islàmics que es van celebrar en l'Estadi Olímpic de Bakú.
El 19 de setembre de 2014 a Ginebra, Suïssa, va ser seleccionada com una de les 13 seus de l'Eurocopa 2020 per ser la seu de tres partits de la fase de grups i d'un partit de quarts de final.

## Llac Boyuk-Shor
L'estadi olímpic està situat al costat del llac Boyuk-Shor, que es considera un dels llacs contaminats del món. En el marc del pla del millorament de les condicions d'higiene ambiental de 9 llacs de la Península d'Absheron pel periode 2014 – 2016, també es va realitzar el millorament d'higiene ambiental del llac Boyuk-Shor.
La primera etapa del projecte de la recuperació ecològica del llac va ser realitzat en els anys 2014 – 2015. Feu recuperat el territori del llac de superfície gairebé 300 hectàrees, que es troba al costat del territori de l'estadi olímpic.
La segona etapa de la recuperació es va iniciar el 2015 i durarà fins a 2020.

## Galeria

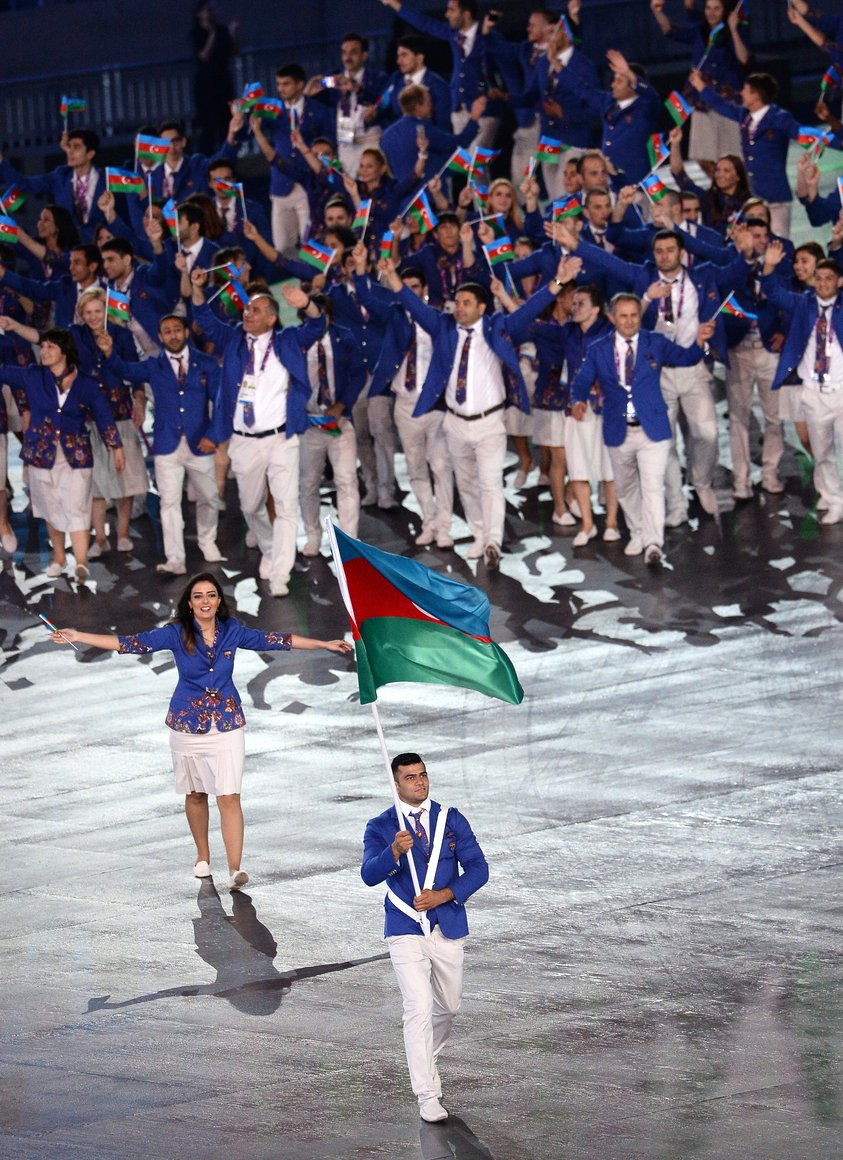
Cerimònia d'obertura dels primers Jocs Europeus
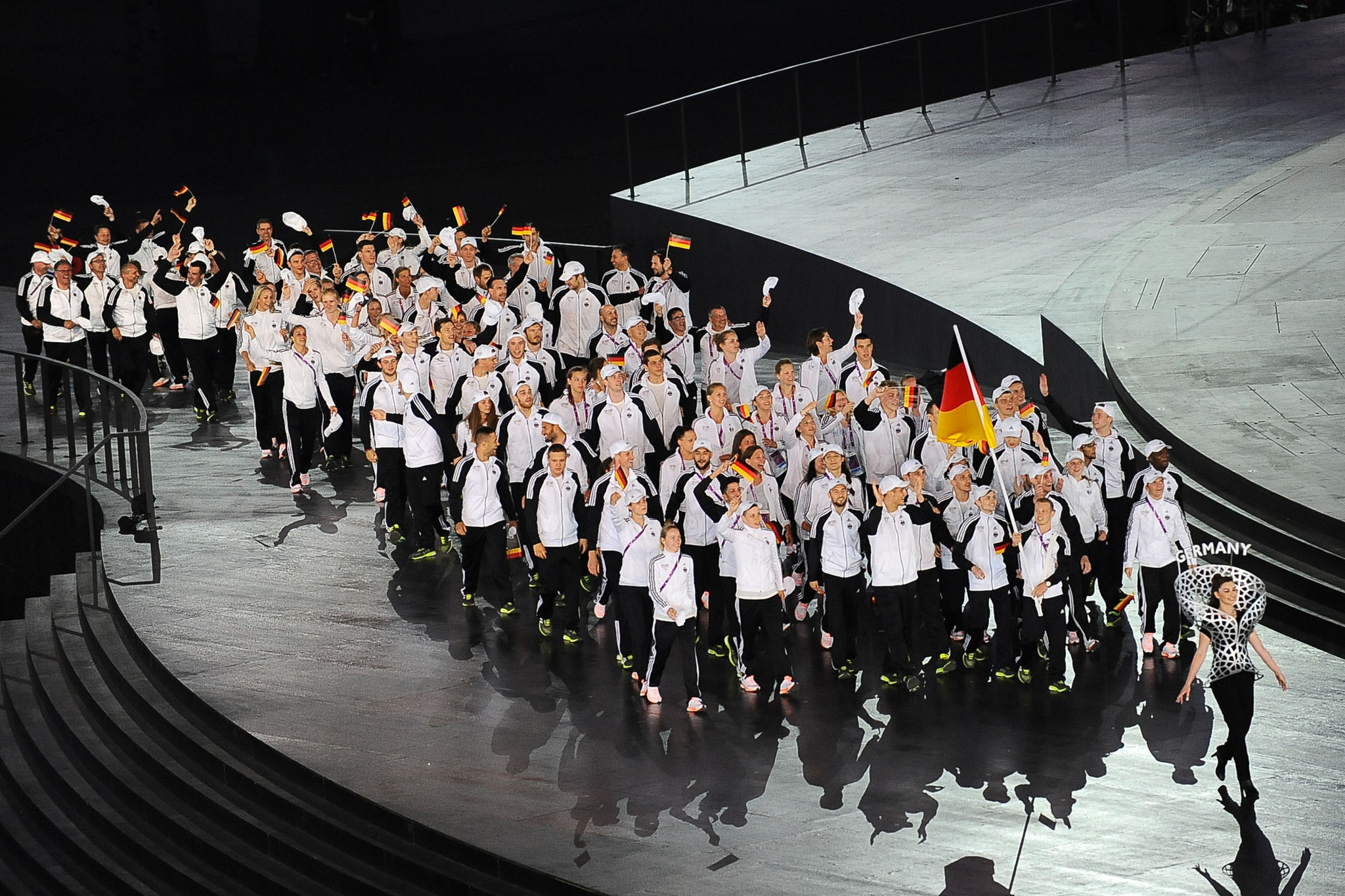
Cerimònia d'obertura dels primers Jocs Europeus - 2
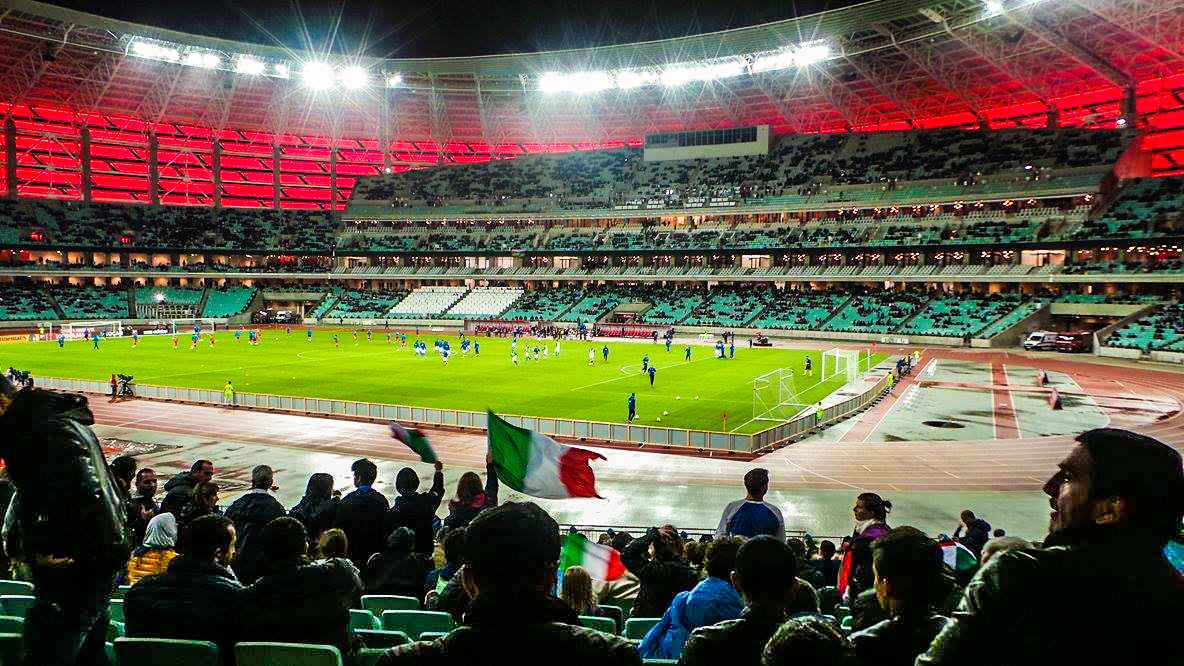
El partit de futbol entre l'Azerbaidjan i Itàlia, el 10 d'octubre de 2015
El partit de futbol entre l'Azerbaidjan i Itàlia, el 10 d'octubre de 2015 - 2
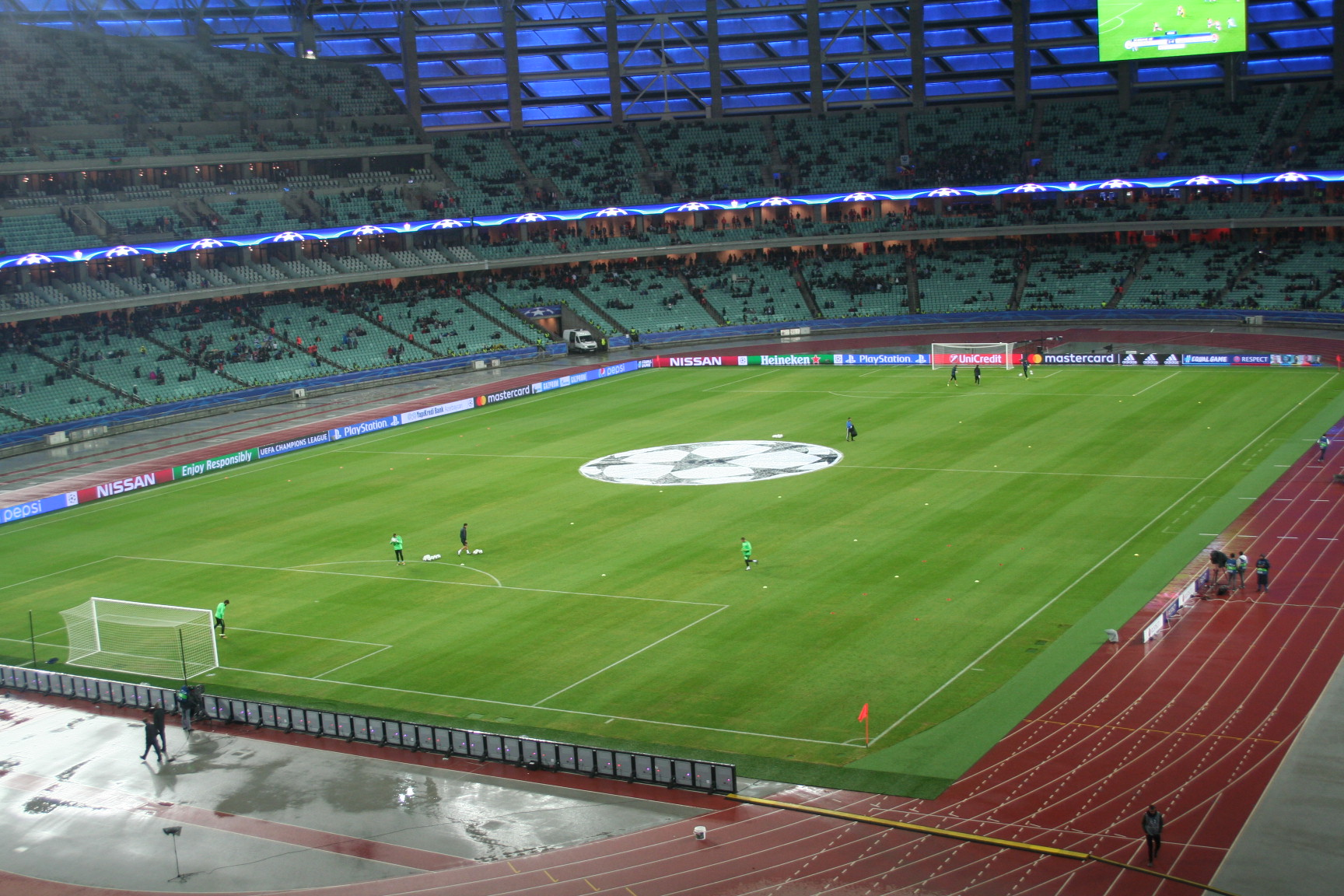
El partit de futbol entre l'AS Roma i el Karabakh, el 27 de setembre de 2017
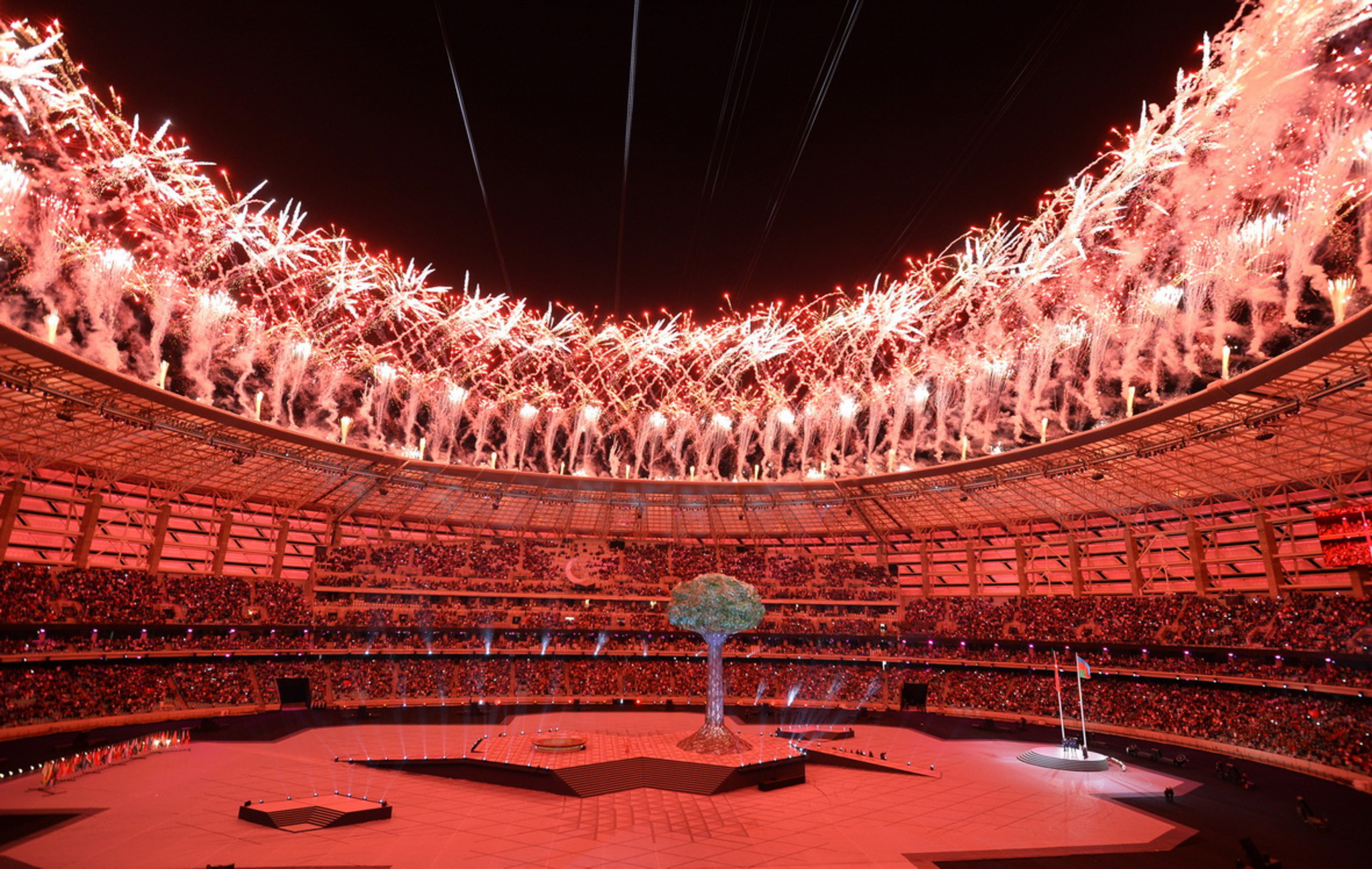
Cerimònia de clausura dels Jocs Islàmics